# 独我論症候群
独我論症候群（　、ソリプシズム症候群（Solipsism syndrome）とも）とは、現実が自分の心の中にしか存在しないと感じる心理状態および症状である。
長期間の孤独が、この症状を引き起こす可能性がある。特に、宇宙空間で長期間生活する人々にとって、この症候群は潜在的な懸念事項として認識されている。

## 概要
哲学的な独我論の定義は、「存在すると確信できるのは自分の心だけだ」という考え方である。独我論の立場では、人は自分の心や自己だけが存在すると信じる。これは自己存在論や自己観の一部である。
独我論症候群を経験する人は、現実が自分の心以外には「実在」しないと感じる。この症候群は、孤独感、疎外感、外界への無関心といった感情を特徴とする。アメリカ精神医学会は現在、独我論症候群を精神疾患として認めていないが、離人症・現実感消失症候群（これは認められている）と類似点がある。
独我論症候群は、哲学的な独我論とは異なる。独我論は、自分の心以外には何も存在しない、あるいは存在を知り得ないという哲学的立場であり、心理状態ではない。
長期間の隔離状態は、人を独我論症候群になりやすくする可能性がある。特に、この症候群は長期間の任務に就く宇宙飛行士にとって潜在的な課題として認識されており、これらの懸念は人工居住施設の設計に影響を与えている。

## 関連ページ
- 帰属
- Depersonalization-derealization disorder
- 離人症
- Derealization
- 実存的危機
- Self-disorder
- 独我論

## 参照
1. ↑  Angelo, Joseph A. (2003). Space technology. Greenwood Press. pp. 239. ISBN 1-57356-335-8
2. ↑  “Depersonalization/Derealization Disorder” (英語). PsychDB (2021年3月29日). 2023年9月29日閲覧。
3. ↑  Michael, Freeman (1979). Space traveller's handbook. Sovereign Books. pp. 34. ISBN 978-0-671-96147-3
4. ↑  Slemen, Thomas (1999). Strange but true: mysterious and bizarre people. Barnes & Noble. ISBN 0-7607-1244-1. "Psychologists have noted how astronauts and cosmonauts exhibit symptoms of 'Solipsism Syndrome' - a mental condition"
5. ↑  March, Scott F. (1984). “Dispute resolution in space”. Hastings International and Comparative Law Review (California: University of California) 7:  211. ISSN 0149-9246 2009年5月7日閲覧。.
6. ↑  Johnson, Richard D.. “Space Settlements: A Design Study”.  National Aeronautics and Space Administration. 2009年11月13日時点のオリジナルよりアーカイブ。 Template:Cite webの呼び出しエラー：引数 accessdate は必須です。
7. ↑  Preiser, Wolfgang (1976). Psyche and design. University of Illinois. pp. 18–19. ISBN 0-412-98961-1
8. ↑  Scuri, Piera (1995). Design of enclosed spaces. Chapman & Hall. ISBN 0-412-98961-1. "emphasize the importance of what they call the 'solipsism syndrome in an artificial environment': that is, the fact that such environments create"